# Govert-Marinus Augustijn

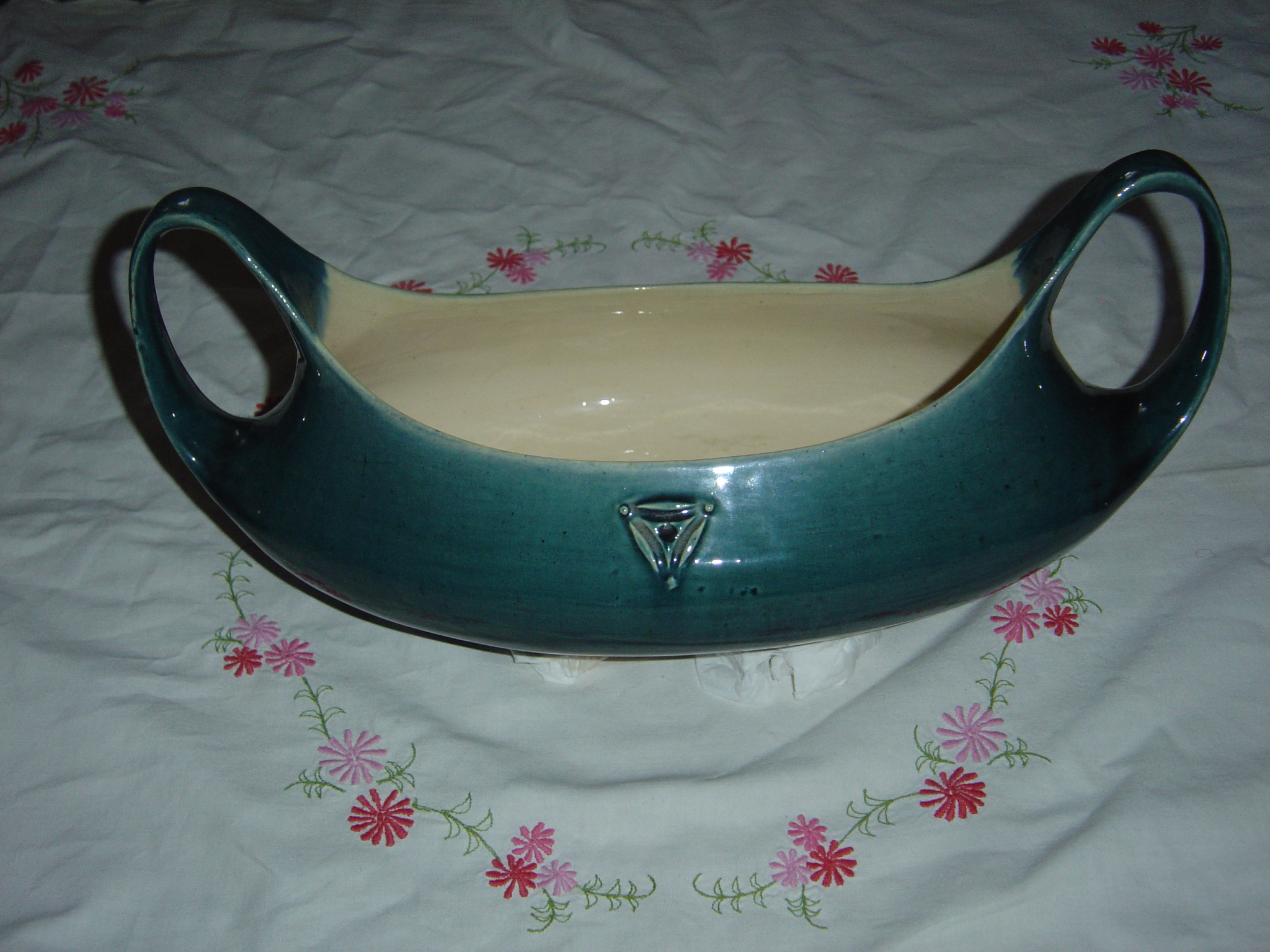
Jardinière van de fabriek De Kat, door Govert-Marinus Augustijn, Bergen op Zoom, tussen 1902 en 1918, Catalogus Augustijn, nº 112, Q6.

Govert-Marinus Augustijn (Bergen op Zoom, 27 oktober 1871 - Hilversum, 26 mei 1963) was een Nederlandse pottenbakker in de stijl van de jugendstil. Hij was de zoon van pottenfabrikant Govert Johannes Augustijn en Maria van Dijke.
De stad Bergen op Zoom was vanaf de vijftiende eeuw een van de meeste belangrijke centra voor de fabricatie van aardewerk in Europa. Een tiental families, waaronder de families Vetten en Augustijn, beheersten deze industrie. De familie van Govert-Marinus kende al zeker zes generaties pottenbakkers en stamde af van Adriaen Augustijn, een meester pottenbakker, waarvan bekend is dat hij op 20 december 1661 trouwde met Margrieten Jans.
Govert-Marinus was de kleinzoon van Govert Marinus Govertz. Augustijn (1803-1879), een belangrijk pottenfabrikant die (sinds 12 maart 1829) getrouwd was met Anna Straatman. Deze Anna was de zuster van Lambert Straatman, reder en commissaris verzender te Brussel, die de groot-vader was van de beroemde Belgische jugendstil-decorateur Gabriel van Dievoet en van architect Henri van Dievoet.
Govert-Marinus trouwde op 4 mei 1906 in Bergen op Zoom met Cornelia Emile Scriwanek (Maastricht, 23 april 1873).

## Zijn werk en fabriekDe Kat
De familie van Govert-Marinus was vanaf 1758 eigenaar van fabriek 'De Kat'. Govert-Marinus zelf werd opgeleid bij firma 'Amstelhoek' in Amsterdam, waar hij de moderne technieken van dat moment leerde. In Amsterdam raakte hij bevriend met kunstschilder Willem van Dort en Adriaan Disco. In 1902 kwam hij terug naar Bergen op Zoom, waar hij in het familiebedrijf ging werken. 'De Kat' begon in die tijd met de productie van een reeks jugendstilwerken. De fabriek drukte zelf een catalogus van zijn werken.